# Chołodne (obwód doniecki)
Chołodne (ukr. Холодне, do 2016 Swerdłowe, ukr. Свердлове - zmiana nazwy nie weszła w życie) – osiedle typu miejskiego na Ukrainie, w obwodzie donieckim, w faktycznie niefunkcjonującym rejonie donieckim, od 2014 pod kontrolą marionetkowej, uzależnionej od Rosji Donieckiej Republiki Ludowej. W 2001 liczyło 1603 mieszkańców, spośród których 303 wskazało jako ojczysty język ukraiński, 1278 rosyjski, 3 białoruski, 1 polski, a 18 inny.